# 斯雷代茨 (布爾加斯州)

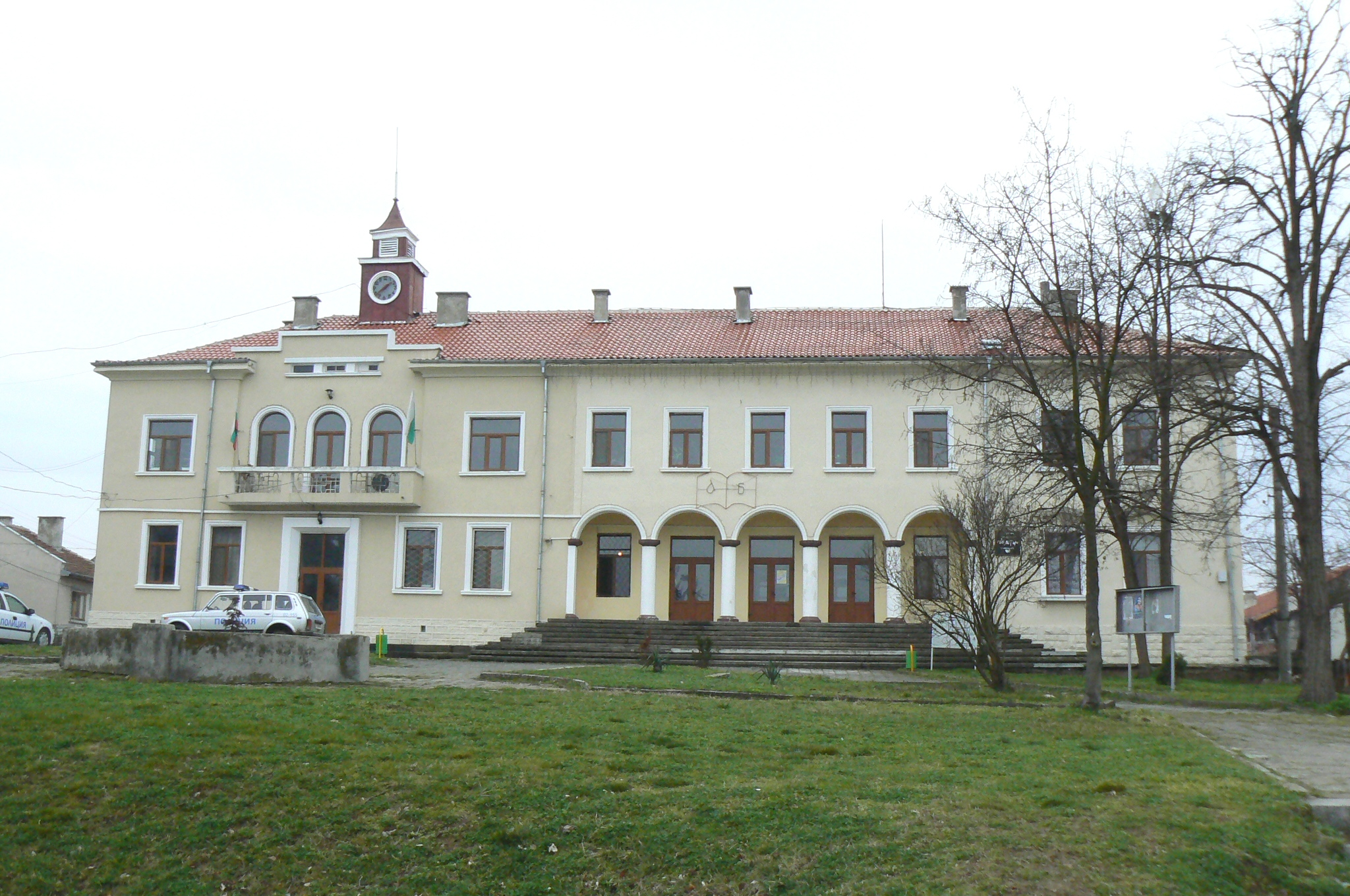

斯雷代茨是保加利亞的城鎮，位於該國東南部，距離首府布爾加斯30公里，由布爾加斯州負責管轄，海拔高度47米，主要經濟活動是工業、貿易業、服務業、農業和林業，2009年人口9,238。